# Tudor Panțuru
Tudor Panțuru (n. 19 iunie 1946) este un politician român, membru al Parlamentului României.
În legislatura 2004-2008, Tudor Panțuru a fost validat ca senator pe data de 17 decembrie 2007, când a înlocuit pe senatorul Maria Petre. În cadrul activității sale parlamentare, Tudor Panțuru a fost membru în grupurile parlamentare de prietenie cu Republica Lituania și Republica Arabă Egipt.
În legislatura 2008-2012, Tudor Panțuru a fost ales senator pe listele PD-L și a fost membru în grupurile parlamentare de prietenie cu Republica Letonia, Regatul Suediei, Perpublica Polonă și Republica Croația. Tudor Panțuru a inițiat 19 propuneri legislative, din care 3 au fost promulgate legi. 